# Debbe Dunning
Debbe Dunning (Burbank, 11 luglio 1966) è un'attrice statunitense.

## Filmografia parziale

### Cinema
- Curve pericolose (Dangerous Curves), regia di David Lewis (1988)
- The Misery Brothers, regia di Lorenzo Doumani (1995)
- Leprechaun 4 - Nello spazio (Leprechaun 4: In Space), regia di Brian Trenchard-Smith (1997)
- Now You Know, regia di Jeff Anderson (2002)

### Televisione
- Casalingo Superpiù (Who's the Boss?) - un episodio (1990)
- Sposati... con figli (Married... with Children) - 2 episodi (1990-1991)
- Renegade - un episodio (1994)
- I racconti della cripta (Tales from the Crypt) - un episodio (1994)
- Baywatch - un episodio (1995)
- La legge di Burke (Burke's Law) - un episodio (1995)
- Quell'uragano di papà (Home Improvement) - 136 episodi (1992-1999)
- La scala a chiocciola (The Spiral Staircase) - film TV (2000)
- Sabrina, vita da strega (Sabrina, the Teenage Witch) - un episodio (2002)
- Wicked Wicked Games - 7 episodi (2006-2007)
- Debbe Dunning's Dude Ranch Roundup - 25 episodi (2017-2018) - conduttrice e produttrice

## Vita privata
Dal 1997 al 2018 è stata sposata con l'ex giocatore di pallavolo Steve Timmons, da cui ha avuto tre figli.